# Amor letra por letra
Amor letra por letra es una película mexicana de comedia romántica de enredos de 2008 dirigida por Luis Eduardo Reyes. Está protagonizada por Silvia Navarro, Alan Estrada, Octavio Ocaña, Plutarco Haza y Rafael Amaya. Fue estrenada el 22 de agosto de 2008 con 250 copias y debutó en el 6.º puesto de la taquilla mexicana.

## Sinopsis
Una historia de amor por accidente, de objetos y recuerdos familiares cargados de nostalgia y de vida.
Tras un despido forzoso de las amigas Hanna (Silvia Navarro) y Amanda (Shakti Urrutia), cada una recibe como liquidación un cheque de $40 000 y deciden depositar el dinero a una sola cuenta, la de Hanna, ya que Amanda debe salir un tiempo, dejando también a cargo de su amiga a su hijo Gaspar (Octavio Ocaña), un niño inteligente destacado en su colegio y que participa en concursos de oratoria, aunque también es muy inocente en cuestiones de la vida, sintiéndose un poco abandonado debido al alejamiento de su mamá y por los problemas de Hanna, pues hay cosas que para su edad todavía no comprende.
Lo que Hanna no sabe es que su amiga saldrá a escondidas con su novio Carlos (Plutarco Haza), un galán bueno para nada con quien Hanna pretende casarse por el civil.
Hanna, quien tiene que realizar dicha operación en el banco, también incluye un ahorro de $10 000 de su amiga Amanda, pero por una distracción provocada al ver a Julián (Rafael Amaya), el atractivo hijo de su exjefe, el depósito lo realiza en una cuenta equivocada y los $90 000 terminan en manos de Edgar (Alan Estrada), un aspirante a escritor y quien resulta tener el mismo problema que Hanna: su novia lo engaña con otro, además de tener un fuerte problema con su padre.
Hanna enfrentará un viacrucis al tratar de convencer a Edgar para que le devuelva el dinero que él ya ha empezado a gastar, desarrollándose la historia en una trama que se enreda y se complica hasta que, de pronto, descubren que están enamorados.

## Música
La banda sonora de Amor letra por letra es cantado por Eiza González y Flex.

## Reparto
- Silvia Navarro como Hanna.
- Alan Estrada como Edgar.
- Octavio Ocaña como Gaspar.
- Shakti Urrutia como Amanda.
- Rafael Amaya como Julián.
- Plutarco Haza como Carlos.
- Helena Rojo como Fabiola.
- Emilio Echevarría como Edgar.
- Julieta Egurrola como Consuelo.
- Elizabeth Dupeyrón como Carmelita.
- Tara Parra como Abuela Refugio "Abuecuca".
- Zaide Silvia Gutiérrez
- Adriana Roel
- Eduardo España como Gerente del Banco.
- Patricia Reyes Spíndola como La Juez.

## Producción
- La visión como Director de la película, es hacer una comedia romántica moderna.
- Los personajes están diseñados para vivir con seriedad su tragedia.
- El diseño de Arte será lo más apegado a la realidad, sin ninguna trampa convencional o rebuscamiento hechizo para “aparentar verdad”.
- El manejo de la cámara (Cine Alta) deberá de introducir al espectador en la acción.
- No obstante existen secuencias específicas en el guion, que su realización requiere de composiciones más estilizadas, aunque siempre bajo el rigor de la verosimilitud y sin buscar caer en el preciosismo.

## Premios y nominaciones
Premios Diosas de Plata 2009
| Categoría                 | Persona        | Resultado |
| ------------------------- | -------------- | --------- |
| Mejor revelación femenina | Silvia Navarro | Nominada  |
| Mejor actuación infantil  | Octavio Ocaña  | Nominado  |